# Veľké Hoste
Veľké Hoste jsou obec na Slovensku v okrese Bánovce nad Bebravou.
Leží v nadmořské výšce 230 metrů. Žije zde 554 obyvatel.
První písemná zmínka o obci je z roku 1329. V obci je římskokatolická kaple Sedmibolestné Panny Marie z roku 1920 a zvonice z 18. století.